# Ludvig Schytte

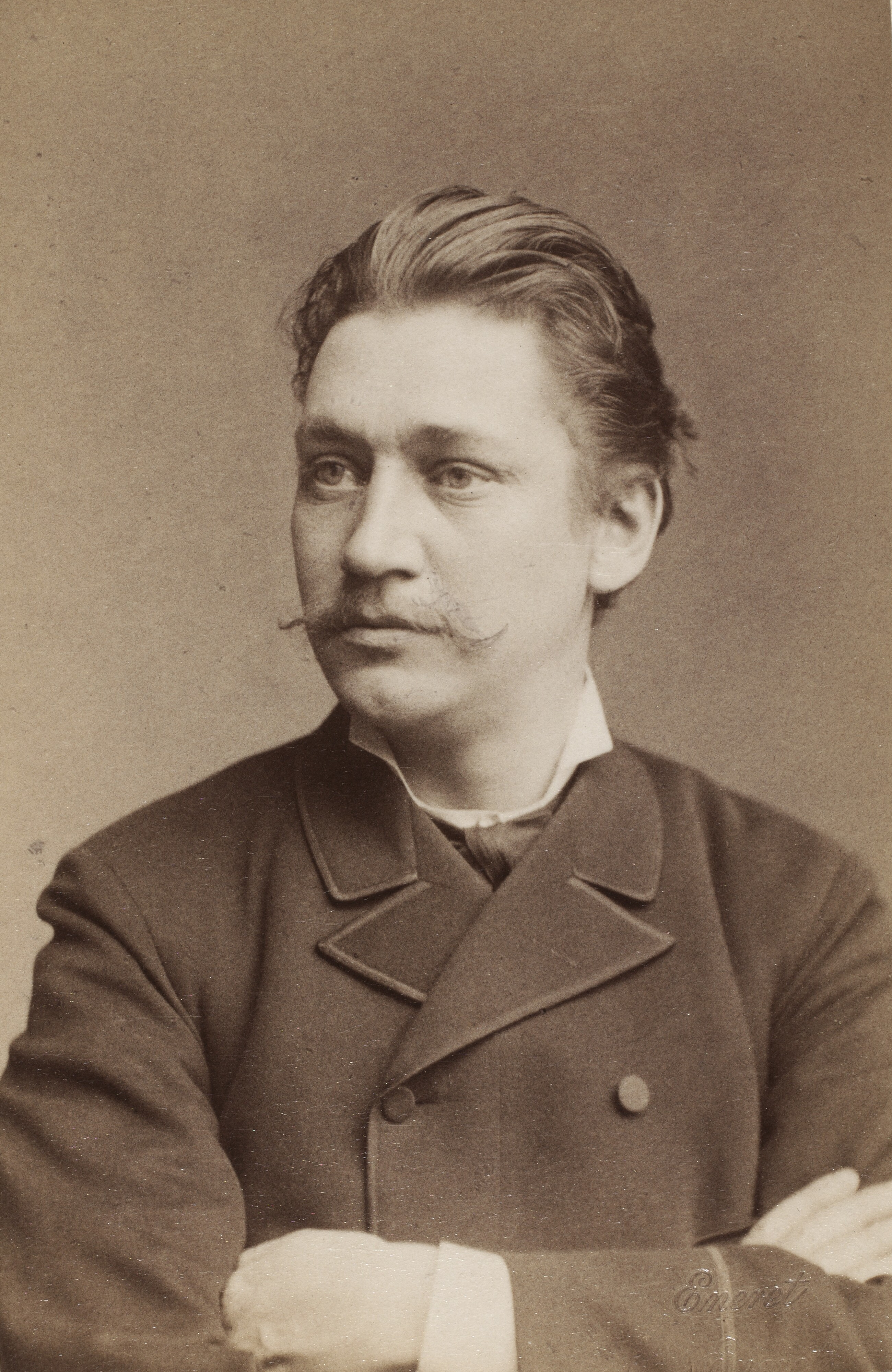
Ludvig Schytte

Ludvig Schytte (Aarhus, 28 april 1848 – Berlijn, 10 november 1909) was een Deense componist, pianist en muziekpedagoog.
Oorspronkelijk was Schytte van opleiding een apotheker. Hij studeerde muziek bij Niels Gade en Edmund Neupert. In 1884 trok hij naar Duitsland om er te studeren bij Franz Liszt. Van 1886 tot 1907 woonde Schytte in Wenen, waar hij les gaf. De laatste twee jaar van zijn leven bracht hij als leerkracht door in Berlijn.
Schytte componeerde een Pianoconcerto in Cis, opus 28 en een sonate in Bes, naast heel wat pianowerken. Hij schreef ook twee opera’s: Hero (25 september 1898 te Kopenhagen) en Der Mameluk (22 december 1903 te Wenen). Zijn kortere werken worden vandaag nog steeds gebruikt als educatieve stukken voor pianostudenten.
- Bibsys: 99018796
- Biblioteca Nacional de España: XX6079948
- Bibliothèque nationale de France: cb16425016p (data)
- CiNii: DA1191607X
- Gemeinsame Normdatei: 117432512
- International Standard Name Identifier: 0000 0001 1062 7411
- Library of Congress Control Number: no93008724
- Nationale Bibliotheek van Letland: 000166789
- MusicBrainz: 85f3c895-b239-4b03-9737-d4ce1ee54be7
- Bibliotheek van het Japanse parlement: 001261492
- Nationale Bibliotheek van Tsjechië: ola2002158901
- Nationale bibliotheek van Australië: 46073069
- Nationale Bibliotheek van Israël: 987007287603205171
- Nationale en Universitaire bibliotheek Zagreb: 000240094
- Nederlandse Thesaurus van Auteursnamen: 296529508
- Réseau des bibliothèques de Suisse occidentale: 02-A009651556
- SNAC: w6cw27tm
- Système universitaire de documentation: 25151157X
- Trove: 1472692
- Virtual International Authority File: 52467014
- WorldCat: E39PBJvcYwg3TqTxY6H3Yk9xDq